# Joe Steve Vásquez
Joe Steve Vásquez (Stamford, 9 luglio 1957) è un arcivescovo cattolico statunitense, dal 20 gennaio 2025 arcivescovo metropolita di Galveston-Houston.

## Biografia
Joe Steve Vásquez è nato a Stamford, in Texas, il 9 luglio 1957 da Juan (nato nel 1933) ed Elvira Vásquez (morta nel 2005), una coppia di origini messicane. Suo padre ha lasciato la scuola in seconda elementare per mantenere la sua famiglia, ha combattuto nella guerra di Corea e in seguito si è guadagnato da vivere come meccanico. Maggiore di sei figli, ha tre fratelli, Robert, Samuel (oggi deceduto) e James; e due sorelle, Cynthia e Consuelo.

### Formazione e ministero sacerdotale
Ha frequentato le scuole pubbliche a Stamford e Abilene. Dal 1976 al 1980 ha studiato al seminario "Santa Maria" di Houston e all'Università di San Tommaso dove ha conseguito la laurea in teologia. Ha poi proseguito gli studi presso il Pontificio collegio americano del Nord e la Pontificia Università Gregoriana a Roma dal 1980 al 1985.
Il 14 aprile 1983 è stato ordinato diacono nella basilica di San Pietro in Vaticano per la diocesi di San Angelo dall'arcivescovo Jean Jadot, pro-presidente del Segretariato per i non cristiani. Il 30 giugno 1984 è stato ordinato presbitero per la diocesi di San Angelo dal vescovo Joseph Anthony Fiorenza. L'anno successivo ha conseguito la licenza in teologia presso la Pontificia Università Gregoriana. In seguito è stato vicario parrocchiale della parrocchia di San Giuseppe a Odessa dal 1985 al 1987; parroco della parrocchia di San Vincenzo a Fort Stockton dal 1987 al 1997 e parroco della parrocchia di San Giuseppe a San Angelo dal 1997 al 2002. È stato anche membro del consiglio per il personale e del consiglio presbiterale.

### Ministero episcopale
Il 30 novembre 2001 papa Giovanni Paolo II lo ha nominato vescovo ausiliare di Galveston-Houston e titolare di Cova. Ha ricevuto l'ordinazione episcopale il 23 gennaio successivo nel Centro carismatico cattolico di Houston dal vescovo di Galveston-Houston Joseph Anthony Fiorenza, co-consacranti l'arcivescovo metropolita di San Antonio Patrick Fernández Flores e il vescovo di San Angelo Michael David Pfeifer.
Come vicario generale e cancelliere vescovile, sovrintendeva alle operazioni amministrative e alle attività pastorali della più grande diocesi del Texas e dell'undicesima diocesi più grande degli Stati Uniti. Ha prestato servizio anche come vicario episcopale per gli ispanici e delegato per i giovani.
Il 26 gennaio 2010 papa Benedetto XVI lo ha nominato vescovo di Austin. Ha preso possesso della diocesi l'8 marzo successivo.
Nel marzo del 2012 e nel gennaio del 2020 ha compiuto la visita ad limina.
In seno alla Conferenza dei vescovi cattolici degli Stati Uniti è consulente del comitato ad hoc contro il razzismo e capo per la regione ecclesiastica X del V incontro nazionale per il ministero ispanico/latino (V Encuentro). In precedenza è stato presidente del comitato per le migrazioni; presidente del comitato amministrativo; presidente del comitato per la libertà religiosa; consulente del comitato per la giustizia e la pace internazionale; consulente del comitato per la giustizia interna e lo sviluppo umano e consulente del sottocomitato per gli affari ispanici. Ha fatto parte anche del consiglio di amministrazione della Catholic Legal Immigration Network, Inc. (CLINIC).
L'11 novembre 2023 papa Francesco lo ha nominato amministratore apostolico di Tyler; ha ricoperto tale ufficio fino al 24 febbraio 2025.
Il 20 gennaio 2025 lo stesso papa lo ha nominato arcivescovo metropolita di Galveston-Houston; è succeduto al cardinale Daniel Nicholas DiNardo, dimessosi per raggiunti limiti di età. Ha preso possesso dell'arcidiocesi il 25 marzo successivo.
Oltre all'inglese e allo spagnolo, conosce l'italiano.

## Genealogia episcopale e successione apostolica
La genealogia episcopale è:
- Cardinale Scipione Rebiba
- Cardinale Giulio Antonio Santori
- Cardinale Girolamo Bernerio, O.P.
- Arcivescovo Galeazzo Sanvitale
- Cardinale Ludovico Ludovisi
- Cardinale Luigi Caetani
- Cardinale Ulderico Carpegna
- Cardinale Paluzzo Paluzzi Altieri degli Albertoni
- Papa Benedetto XIII
- Papa Benedetto XIV
- Cardinale Enrico Enriquez
- Arcivescovo Manuel Quintano Bonifaz
- Cardinale Buenaventura Córdoba Espinosa de la Cerda
- Cardinale Giuseppe Maria Doria Pamphilj
- Papa Pio VIII
- Papa Pio IX
- Cardinale Alessandro Franchi
- Cardinale Giovanni Simeoni
- Cardinale Antonio Agliardi
- Cardinale Basilio Pompilj
- Cardinale Adeodato Piazza, O.C.D.
- Cardinale Luigi Raimondi
- Arcivescovo Patrick Fernández Flores
- Arcivescovo Joseph Anthony Fiorenza
- Arcivescovo Joe Steve Vásquez

La successione apostolica è:
- Vescovo Daniel Elias Garcia (2015)